# جامع الخليفة (خانقين)
جامع الخليفة هو من مساجد العراق الأثرية والتراثية في مدينة خانقين التابعة إلى محافظة ديالى ويقع على ضفاف نهر الوند على الجانب الغربي منه، ولقد شيد وبني قديما في عهد الخليفة عمر بن عبد العزيز، وكانت مساحته 130م2، وفي عام 1111هـ/1700م، تبرع الحاج (خليفة نعمة الله) ببناء وتوسعة الجامع فاصبحت مساحته 300م2، وبعد انحسار ماء نهر الوند أضيفت إليه جزء من ضفة النهر إلى مساحة الجامع، وتم تعميره واعادة بناءه في الثمانينيات من القرن العشرين، وتقام فيه حالياً صلاة الجمعة وصلاة العيدين والصلوات الخمس، ويحتوي الجامع على حرم واسع وتعلوه منارة مئذنة صغيرة مصنوعة من الحديد.